# Glyn Pardoe
Glyn Pardoe (Winsford, 1946. június 1. – 2020. május 26.) angol labdarúgó.

## Pályafutása
A Manchester City korosztályos csapatában kezdte a labdarúgást, majd 1962 és 1976 között volt az első csapat tagja. Egy bajnoki címet és angolkupa-győzelmet ért el a Cityvel. Tagja volt az 1969–70-es idényben KEK-győztes csapatnak. 1969-ben az év játékosának választották klubjában. 1969-ben négy alkalommal szerepelt az angol U23-as válogatottban. 
1970-ben a Manchester United elleni mérkőzésen egy George Besttel való ütközés következtében eltörte a lábát. Felépülés közel két évet vett igénybe. Ezt követően főleg jobbhátvédként szerepelt a csapatban, de ritkában jutott szóhoz a korábbi sérülése miatt. 1976-ban vonult vissza az aktív labdarúgástól.

## Sikerei, díjai
Manchester City
- Angol bajnokság (First Division)
  - bajnok: 1967–68
- Angol kupa (FA Cup)
  - győztes: 1969
- Angol szuperkupa (FA Charity Shield)
  - győztes: 1968
- Angol ligakupa (League Cup)
  - győztes: 1970
  - döntős: 1974
- Kupagyőztesek Európa-kupája (KEK)
  - győztes: 1969–70
- Manchester City FC – Az év játékosa (1969)